# 巡査鉄兵の推理日誌
『巡査鉄兵の推理日誌』（じゅんさてっぺいのすいりにっし）は、2000年から2001年にテレビ朝日系「土曜ワイド劇場」で放送されたテレビドラマシリーズ。全2回。主演は赤井英和。

## キャスト
三波鉄兵
演 - 赤井英和
横浜中央署山手ヶ丘交番巡査。

### ゲスト
第1作『顔と指紋のない死体! 7年ぶりの夫は別人!? 3億の遺産を相続した妻は夜の寝室でおびえて…』（2000年）
- 桜庭由加里（神奈川県警警部補） - 大島さと子
- 平田輝一郎（横浜中央署巡査部長） - 袴田吉彦
- 山川圭造（山手ヶ丘交番巡査部長） - 中丸新将
- 松永登記子（松永の妻） - 木村理恵
- 水谷正臣（加奈子の夫） - 寺島進
- 村田里枝（村田の妻） - 筒井真理子
- 木崎佳美（美容師） - 銀粉蝶
- 東（神奈川県警警部）- モロ師岡
- 村田光男（村田メッキ工場経営者） - 川下大洋
- 神奈川県警刑事 - 中根徹
- オオツキ（山手ヶ丘交番巡査） - 堺雅人
- ハルミ（山手ヶ丘交番巡査） - 河村彩
- 水谷加奈子（パブ「ライトハウス」経営者） - 余貴美子
- 鑑識係 - 黒沢美緒
- マンションの管理人 - 鷹家昌子
- 加奈子の隣人 - 和田京子
- 松永泰彦（開業医） - 筧利夫
- 佐藤裕、宇納佑、尾上紫、石川洋行、井端珠里、濱家裕平、武田滋裕、白井昌史、古川慎、宮川佳寿姫、奥田崇

第2作『多数決の殺人目撃者 4対1の謎! 高層マンションのエレベーターに殺意の超絶トリックが…』（2001年）
- 直井早苗（横浜中央署山手ヶ丘交番新人巡査） - さとう珠緒
- 松木久夫（鉄兵の上司） - 斎藤洋介
- 名倉純一 - 長塚圭史
- 八戸圭介 - 大倉孝二
- 南部孝 - 温水洋一
- 新庄祐美江 - 未來貴子
- 長谷部常吉 - 小林克也
- 高塚誠 - 伊原剛志
- 呉恵美子、阿部裕見子、笠原浩夫、岩﨑大、大山健、並樹史朗、中込佐知子、西丸優子、甲斐田聡美、水野あや、佐藤裕、俵木藤汰、藤田健次郎、大橋彰、山下真希、森田彩華、野川光雄、小田島敏子、ゲリー・モーガン、インゲ・ムラタ、シェリー・スゥエニー

## スタッフ
- 脚本 - 今井詔二
- 監督 - 伊藤寿浩
- 技斗 - 山田一善（第1作）、村上潤（第2作）
- プロデューサー - 今木清志、明石直弓
- 制作 - テレビ朝日、CUC

## 放送日程
| 話数 | 放送日       | タイトル                                                                           | 脚本     | 監督     | 視聴率 |
| ---- | ------------ | ---------------------------------------------------------------------------------- | -------- | -------- | ------ |
| 1    | 2000年8月5日 | 顔と指紋のない死体! 7年ぶりの夫は別人!? 3億の遺産を相続した妻は夜の寝室でおびえて… | 今井詔二 | 伊藤寿浩 | 15.9%  |
| 2    | 2001年8月4日 | 多数決の殺人目撃者 4対1の謎! 高層マンションのエレベーターに殺意の超絶トリックが…   | 今井詔二 | 伊藤寿浩 | 14.6%  |